# Cabra ramoneando un matorral
Cabra ramoneando un matorral o carnero de los matorrales es una figura perteneciente a un par que fueron excavadas en Ur, al sur de Irak, y que datan de alrededor de 2600-2400 a. C. Se exhibe en la Galería de Mesopotamia del Museo Británico de Londres (Inglaterra), mientras que la figura compañera se encuentra en el Museo de la Universidad de Pensilvania en Filadelfia (Estados Unidos).

## Descubrimiento
El par de cabras fueron descubiertas juntas tendidas en el "Gran Pozo de la Muerte", una de las tumbas del cementerio real de Ur, por el arqueólogo Leonard Woolley durante la temporada 1928-1929. Woolley estaba a cargo de la empresa conjunta entre el Museo Británico y la Universidad de Pensilvania, que comenzó en 1922. La figura compañera se encuentra en el Museo de la Universidad de Pensilvania en Filadelfia (Estados Unidos). Aunque en realidad se trata de una cabra, Woolley nombró a la figura como "Carnero en un matorral" vinculándolo al pasaje del Génesis 22 v.13, donde Dios ordena el patriarca bíblico Abraham sacrificar a su hijo Isaac, pero a Abraham en el último momento «al levantar la vista, Abraham vio un carnero que tenía los cuernos enredados en una zarza. Entonces fue a tomar el carnero, y lo ofreció en holocausto en lugar de su hijo».

## La figura
Cuando fue descubierta, la figura de 42 cm había sido aplastada por el peso de la tierra que había encima de ella y su núcleo interior de madera se había descompuesto. Este núcleo de madera había sido finamente cortado para la cara y las piernas, pero el cuerpo había sido modelado de una manera más tosca. Woolley utilizó cera para mantener las piezas juntas tal y como fueron encontradas, y presionó a la figura suavemente hacia su forma original. La cabeza y las patas de la cabra están cubiertas de capas de pan de oro que se había martillado contra la madera y pegado a ella con un ligero lavado de betún, mientras que sus orejas son de cobre, aunque ahora son verdes de cardenillo. Los cuernos y lana sobre sus hombros son de lapislázuli, y la lana del cuerpo está hecha de conchas unidas a una capa más gruesa de betún. Los genitales de la figura son de oro, mientras que su vientre era una placa de plata ahora oxidada sin posibilidad de restauración. El árbol también está cubierto con pan de oro con flores de oro. La figura se sitúa en una pequeña base rectangular decorada con un mosaico de conchas, caliza roja y lapislázuli. La figura estaba originalmente unida al arbusto de flores por cadenas de plata alrededor de sus espolones, pero estas cadenas se han descompuesto completamente. Se piensa que originalmente las dos figuras se encontraban encaradas entre sí como animales enfrentados, y que los tubos que suben desde los hombros se utilizaron para apoyar algo, probablemente un recipiente o algún objeto similar.